# Roy Stewart
Roy Stewart (* 15. Mai 1925 in Jamaika; † 27. Oktober 2008 in London, England, Vereinigtes Königreich) war ein britischer Schauspieler, der in Jamaika geboren war.

## Leben
Roy Stewart wurde 1925 in Jamaika als einer von sieben Brüdern geboren. 1948 kam er um Arzt zu werden nach Großbritannien. 1954 gründete er Roy Stewart’s Gym in Powis Square, North Kensington. 
Stewart spielte in einer seiner frühesten Rollen einen Schlangenbeschwörer in einem Fernsehwerbespot für Fry’s Turkish Delight. Später war er Statist und Stuntman. Er entwickelte sich zu einem der erfolgreichsten schwarzen Schauspieler und Stuntmen Großbritanniens. Seine früheste Rolle war die eines Sklaven in dem Film Die Rache der Pharaonen von 1959. 1973 spielte er die Rolle des Quarrel Junior in dem James-Bond-Film Leben und sterben lassen mit Roger Moore in der Hauptrolle. Stewart war viele Jahre nicht nach Jamaika zurückgekehrt, wo der Film gedreht wurde. Er litt unter der Hitze und konnte die Veränderungen, die sich im Laufe der Jahre vollzogen hatten, nicht fassen.
Eine seiner letzten Filmrollen war die des Pomeroy in Dangerous Davies: The Last Detective, einem Fernsehfilm aus dem Jahr 1981.
Stewart litt an einer Herzerkrankung und starb am 27. Oktober 2008 im Alter von 83 Jahren.

## Filmografie
- 1959: Die Rache der Pharaonen (The Mummy)
- 1960: Sand der Wüste (Sands of the Desert)
- 1961: Das Schlitzohr (On the Fiddle)
- 1963: Erste Nacht
- 1964: Die Rache des Pharao (The Curse of the Mummy’s Tomb)
- 1964: Der Graf von Monte Christo
- 1965, 1967 und 1971: Doctor Who - , Das Grab der Cybermen
- 1965: Herrscherin der Wüste (She)
- 1965: Out of the Unknown
- 1966: Simon Templar (The Saint)
- 1967: Prehistoric Women
- 1967: Der Sklave der Amazonen (Slave Gils)
- 1968: Sympathy for the Devil
- 1968: The Avengers
- 1970: Julius Caesar
- 1970: Die total verrückte Königin der Amazonen (Carry On Up the Jungle)
- 1970: Leo, der Letzte (Leo the Last)
- 1970: Up Pompeii!
- 1971: Games That Lovers Play
- 1971: Draculas Hexenjagd (Twins of Evil)
- 1972: Call Me by My Rightful Name
- 1972: Die große Liebe der Lady Caroline (Lady Caroline Lamb)
- 1973: James Bond 007 – Leben und sterben lassen (Live and Let Die)
- 1976: Ich, Claudius, Kaiser und Gott (I, Claudius)
- 1977: Steht auf, jungfräuliche Soldaten (Stand Up, Virgin Soldiers)
- 1979: Im Bann des Kalifen (Arabian Adventure)
- 1981: Dangerous Davies: The Last Detective